# يو إف سي ليلة القتال: وودلي ضد إدواردز
يو إف سي ليلة القتال: وودلي ضد إدواردز (بالإنجليزية: UFC Fight Night: Woodley vs. Edwards)‏ كان حدثًا مخططًا لفنون القتال المختلطة مخططًا إقامته من قبل يو إف سي في 21 مارس 2020، على ذا أوه2 أرينا في لندن، إنجلترا. بسبب جائحة كوفيد-19، تم تأجيل الحدث في النهاية.